# 金琸桓
 金 琸桓（キム・タクァン、김탁환、1968年 - ）は韓国の小説家である。慶尚南道鎮海市（現在の昌原市鎮海区）生まれ。

## 略歴
1968年10月27日、慶尚南道の鎮海で生まれる。ソウル大学校の国語国文科を卒業して、大学院で韓国古典文学を専攻した。海軍士官学校、KAISTなどの教授を務めて、現在は作家として執筆に専念している。
1994年、季刊文芸誌「想像」に「東アジアの小説の力」という評論を発表し、 1996年には、初めての小説『十二頭のクジラの愛の話』を出版して小説家として創作活動を始めた。その後、小説的な記法と形式を実験しながら、歴史と現実を往来するユニークな素材で多くの小説を発表した。

## 主な作品
- 1998年、『불멸의 이순신』(不滅の李舜臣)[2]
- 1999年、『허균, 최후의 19일』(許筠、最後の19日)
- 2001年、『독도 평전』(獨島評伝)
- 2002年、『나, 황진이』(私、黃眞伊)
- 2002年、『서러워라, 잊혀진다는 것은』(悲しい、忘れられるというのは)
- 2003年、『방각본 살인 사건』(坊刻本殺人事件)
- 2006年、『리심, 파리의 조선 궁녀』(李心、パリの朝鮮宮女)
- 2007年、『열하광인』(熱河狂人)
- 2010年、『눈먼 시계공』(目の見えぬ時計職人)